# RLC-kring
Een RLC-circuit is een elektrisch circuit dat ook wel resonantiekring genoemd wordt. Deze schakeling bestaat uit een weerstand (R), een spoel (L) en een condensator (C), die in serie of parallel zijn geschakeld. Een RLC-circuit wordt een tweede-orde circuit genoemd omdat de spanning of de stroom in het circuit beschreven kan worden met een tweede-orde differentiaalvergelijking.

## Elektrische resonantie
In elektronische schakelingen kan resonantie worden bereikt door een spoel en een condensator met elkaar te verbinden, in een LC-kring. Een weerstand is voor de resonantie niet nodig, maar in de praktijk bevindt heeft een stroomkring altijd een zekere weerstand. Deze schakeling wordt vaak als LC-kring aangeduid.

## Resonantiefrequentie
Een ideale LC-kring heeft geen weerstand. Als deze kring wordt aangesloten, bijvoorbeeld door de condensator op te laden, ontstaat een oscillatie met frequentie f0, waarbij periodiek energie van de condensator naar de spoel gaat en omgekeerd. Zonder weerstand treden geen verliezen op en zal de kring blijven oscilleren.
De resonantie hoekfrequentie ω0 (in radialen per seconde) wordt gegeven door:
{\displaystyle \omega _{0}={\frac {1}{\sqrt {LC}}}}
waarin
L de zelfinductie van de spoel in henry, en
C de capaciteit van de condensator in farad
De resonantiefrequentie f0 in hertz wordt gevonden uit:
{\displaystyle \ f_{0}={\frac {\omega _{0}}{2\pi }}={1 \over 2\pi {\sqrt {LC}}}}
Resonantie treedt op wanneer de complexe impedantie ZLC van de LC-kring 0 wordt:
ZLC = ZL + ZC = 0
Beide impedanties zijn een functie van de complexe hoeksnelheid s:
ZL = Ls
Gelijkstellen van deze frequenties en oplossen voor s, levert:
{\displaystyle s=\pm j\omega _{o}=\pm j{1 \over {\sqrt {LC}}}}
De resonantie frequentie ωo wordt gegeven in de bovenstaande uitdrukking voor de resonantie hoekfrequentie.

### Dempingsfactor
De dempingsfactor van het resonantie circuit (in radialen per seconde) is:
{\displaystyle \zeta ={R \over 2L}}
Toepassingen van resonantiecircuits vragen om een zo klein mogelijke demping. In praktijk wordt dit bereikt door de weerstand R in het circuit zo klein mogelijk te maken als fysiek mogelijk is. In dit geval wordt het RLC-circuit een goede benadering van het ideale LC-circuit welke in praktijk niet realiseerbaar is. (Zelfs als er geen weerstand in het circuit is opgenomen is er altijd sprake van een zeer kleine maar niet verwaarloosbare weerstand van de draden, componenten en aansluitingen tussen de onderdelen welke niet helemaal kan worden geëlimineerd.)

## Karakteristieke impedantie
De karakteristieke impedantie Z 0 (eenheid Ω) geeft het quotiënt van amplitude van spanning en stroom in de LC-kring op de resonantiefrequentie, en wordt berekend uit:
{\displaystyle Z_{0}={\sqrt {\frac {L}{C}}}}

## Kwaliteitsfactor Q
De kwaliteitsfactor Q van het serie geschakelde circuit wordt berekend als de verhouding tussen de resonantiefrequentie {\displaystyle \omega _{o}} en de bandbreedte {\displaystyle \Delta \omega } (in radialen per seconde):
{\displaystyle Q_{s}={\omega _{o} \over \Delta \omega }={\omega _{o} \over 2\zeta }={L \over R{\sqrt {LC}}}={1 \over R}{\sqrt {L \over C}}}
Of in hertz:
{\displaystyle Q_{s}={f_{o} \over \Delta f}={2\pi f_{o}L \over R}={1 \over {\sqrt {R^{2}C/L}}}={1 \over R}{\sqrt {L \over C}}}
Voor het parallel geschakelde circuit:
{\displaystyle Q_{p}={1 \over Q_{s}}}
De kwaliteitsfactor Q is een dimensieloze grootheid.

## Circuitanalyse

### Serieschakeling van R, L en C met spanningsbron
Er zijn in de volgende stroomkring drie componenten in serie geschakeld met de spanningsbron.
De spanning en de stroom zijn variabel in de tijd en worden met een kleine letter aangegeven. Gegeven de parameters v, T, L en C, kan de oplossing voor de stroom i worden gevonden door gebruik te maken van Kirchhoff's spanningswet, zijn tweede wet:
{\displaystyle {v_{R}+v_{L}+v_{C}=v}}
Met een wisselende spanning v(t) wordt dit
{\displaystyle Ri(t)+L{{di} \over {\mathrm {d} t}}+{1 \over C}\int _{-\infty }^{t}i(\tau )\,\mathrm {d} \tau =v(t)}
Het uitwerken van deze vergelijking leidt tot de volgende tweede-orde differentiaalvergelijking:
{\displaystyle {{\mathrm {d} ^{2}i} \over {\mathrm {d} t^{2}}}+{R \over L}{{\mathrm {d} i} \over {\mathrm {d} t}}+{1 \over {LC}}i(t)={1 \over L}{{\mathrm {d} v} \over {\mathrm {d} t}}}
We definiëren nu twee kernparameters:
{\displaystyle \zeta ={R \over 2L}}
en
{\displaystyle \omega _{0}={1 \over {\sqrt {LC}}}}
beide worden gemeten in radialen per seconde. 
Vervangen van deze parameters in de differentiaalvergelijking levert:
{\displaystyle {{\mathrm {d} ^{2}i} \over {\mathrm {d} t^{2}}}+2\zeta {{\mathrm {d} i} \over {\mathrm {d} t}}+\omega _{0}^{2}i(t)={1 \over L}{{\mathrm {d} v} \over {\mathrm {d} t}}}

#### Zero input response oplossing
Zero input response wordt tot ZIR afgekort. Schakelen we de spanningsbron op nul, dan krijgen we:
{\displaystyle {{\mathrm {d} ^{2}i} \over {\mathrm {d} t^{2}}}+2\zeta {{\mathrm {d} i} \over {\mathrm {d} t}}+\omega _{o}^{2}i(t)=0}
met de initiële conditie voor de stroom door de spoel {\displaystyle i_{L}(0)} en de spanning over de condensator {\displaystyle v_{C}(0)}. Om de vergelijking netjes op te lossen, hebben we ook de initiële condities voor {\displaystyle i(0)} en {\displaystyle i'(0)} nodig.
De eerste is al bekend omdat de stroom door de stroomkring ook de stroom door de spoel is. Dus:
{\displaystyle i(0)=i_{L}(0)}
De tweede is een gevolg van de tweede wet van Kirchhoff:
{\displaystyle v_{R}(0)+v_{L}(0)+v_{C}(0)=0}
{\displaystyle \Rightarrow i(0)R+i'(0)L+v_{C}(0)=0}
{\displaystyle \Rightarrow i'(0)={1 \over L}\left[-v_{C}(0)-i(0)R\right]}
We hebben nu een homogene tweede-orde differentiaalvergelijking met twee begincondities. Vervangen van de twee parameters ζ en ω0 levert
{\displaystyle i''+2\zeta i'+\omega _{0}^{2}i=0}
Deze vorm kan worden omgeschreven:
{\displaystyle \lambda ^{2}+2\zeta \lambda +\omega _{0}^{2}=0}
Door toepassing van de wortelformule kunnen de wortels worden gevonden:
{\displaystyle \lambda =-\zeta \pm {\sqrt {\zeta ^{2}-\omega _{0}^{2}}}}
Afhankelijk van de waarden van α en ω0 zijn er drie mogelijke verschillende toestanden: 

##### Overdemping
{\displaystyle \zeta >\omega _{0}\Rightarrow RC>4{L \over R}}

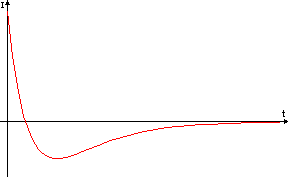
RLC in serie overgedempt

In dit geval zijn de oplossingen van {\displaystyle \lambda ^{2}+2\zeta \lambda +\omega _{0}^{2}=0} allebei negatieve reële getallen. Dit geval wordt 'overdemping' genoemd. 
De oplossingen voor twee negatieve wortels zijn:
{\displaystyle i(t)=Ae^{\lambda _{1}t}+Be^{\lambda _{2}t}}

##### Kritische demping
{\displaystyle \zeta =\omega _{0}\Rightarrow RC=4{L \over R}}

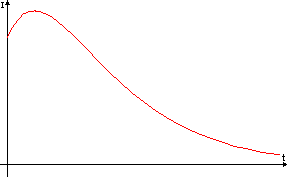
RLC in serie kritisch gedempt

In dit geval zijn de oplossingen van de karakteristieke polynoom gelijke negatieve reële getallen. Dit geval wordt kritische demping genoemd. 
De twee wortels zijn identiek: {\displaystyle \lambda _{1}=\lambda _{2}=\lambda }, de oplossingen zijn:
{\displaystyle i(t)=(A+Bt)e^{\lambda t}}
voor willekeurige constanten {\displaystyle A} en {\displaystyle B}.

##### Onderdemping
{\displaystyle \zeta <\omega _{0}\Rightarrow RC<4{L \over R}}
In dit geval zijn de oplossingen complex geconjugeerde, en hebben ze een negatief reëel deel. Deze situatie wordt 'onderdemping' genoemd en leidt tot oscillatie, tot resonantie in het circuit. 
De oplossing bestaat uit twee geconjugeerde wortels
{\displaystyle \lambda _{1}=-\zeta +i\omega _{c}}
en
{\displaystyle \lambda _{2}=-\zeta -i\omega _{c}}
waarin
{\displaystyle \omega _{c}={\sqrt {\omega _{o}^{2}-\zeta ^{2}}}}
De oplossingen zijn:
{\displaystyle i(t)=Ae^{(-\zeta +i)t}+Be^{(-\zeta -i\omega _{c})t}}
voor willekeurige constanten {\displaystyle A} en {\displaystyle B}.
Gebruik makend van de formule van Euler kan de oplossing worden vereenvoudigd tot:
{\displaystyle i(t)=e^{-\zeta t}\left[C\sin(\omega _{c}t)+D\cos(\omega _{c}t)\right]}
voor willekeurige constanten {\displaystyle C} en {\displaystyle D}.
Deze oplossingen worden gekarakteriseerd door een exponentieel afvallende sinusvormige respons. De tijd die nodig is voor de oscillatie om uit te sterven hangt af van de kwaliteitsfactor Q van het circuit. Hoe hoger de kwaliteitsfactor, des te langer het duurt voor de oscillatie is uitgestorven.

## Websites
- Java-applet van een RLC-kring